# Parowan, Utah
Parowan, Utah (енгл. Parowan) град је у америчкој савезној држави Јута.

## Демографија
По попису из 2010. године број становника је 2.790, што је 225 (8,8%) становника више него 2000. године.
| Група             | 2000.         | 2010.         |
| Белци             | 2.444 (95,3%) | 2.615 (93,7%) |
| Афроамериканци    | 0 (0,0%)      | 5 (0,2%)      |
| Азијати           | 3 (0,1%)      | 6 (0,2%)      |
| Хиспаноамериканци | 81 (3,2%)     | 133 (4,8%)    |
| Укупно            | 2.565         | 2.790         |